# Nikołaj Buchałow
Nikołaj Petkow Buchałow (bułg. НиколайПетков Бухалов; ur. 20 marca 1967 w Dybene) – bułgarski kajakarz, kanadyjkarz. Trzykrotny medalista olimpijski.
Specjalizował się w kanadyjkowej jedynce. Brał udział w czterech igrzyskach (IO 1988, IO 1992, IO 1996, IO 2000), na dwóch zdobywając medale. W 1988 sięgnął po brąz na dystansie 1000 metrów, cztery lata później zdominował rywalizację, zwyciężając na obu dystansach w jedynce. Wielokrotnie stawał na podium mistrzostw świata, pięć razy zdobywając złoto (C-1 200 m: 1994, 1995; C-1 500 m: 1993, 1994, 1995), trzy razy srebro (C-1 500 m: 1991, C-1 1000 m: 1991, 1994) i pięć razy brąz (C-1 500 m: 1986, C-4 500 m: 1990, C-4 1000 m: 1989, 1990, 1991).